# Lazagurría
Lazagurría település Spanyolországban, Navarra autonóm közösségben. Lazagurría Torres Del Río, Sansol, Los Arcos és Mendavia községekkel határos. Lakosainak száma 174 fő (2024).

## Népesség
A település népessége az elmúlt években az alábbi módon változott:
| Lakosok száma | 221  | 207  | 200  | 202  | 206  | 204  | 193  | 189  | 185  | 174  |
|               | 2001 | 2004 | 2007 | 2009 | 2012 | 2014 | 2017 | 2019 | 2022 | 2024 |